# コレクター (ジョン・ファウルズ)
『コレクター』（The Collector）は、ジョン・ファウルズの1963年発表の小説。
1965年に映画化されている（コレクター (1965年の映画) を参照）。

## 物語
この物語の主人公は、市役所に勤め、蝶の採集を趣味とする孤独な若い男フレデリック・クレッグ（Frederick Clegg）である。物語は、彼の主観から始まる。クレッグは、美人の美術学生のミランダ・グレイ（Miranda Grey）に惹かれているが、しかし社交的な性格ではなかったためアプローチができず、距離を置いたまま崇拝するだけだった。
ところがある日、彼は宝くじで大当たりをした。彼は仕事をやめ、田舎に一軒家を購入する。そこでの生活で、彼の孤独と、グレイへの思いが募っていく。普通に口説くことができなかったため、クレッグは彼のコレクションに彼女を加えて、彼女の自分への愛が十分に育つまで閉じ込めておくことにした。念入りな準備の末、彼はクロロホルムを使ってグレイを誘拐し、地下室に閉じ込めた。
クレッグは、それほど間を置かず彼女が自分を愛し始めることを信じていた。しかしグレイは、目覚めるとすぐに、クレッグがしたことは誘拐なのだということを突きつける。クレッグは当惑し、結局、1ヶ月したら解放すると約束させられてしまう。クレッグは、彼女に全ての敬意を捧げること、性的なふるまいには及ばないこと、プレゼントのシャワーと快適な生活を約束する。しかし彼女の即時解放には同意しなかった。
クレッグは、不気味で無表情な言葉で、彼の計画を合理化した。彼は人間関係に心底不器用で、親密な関係を構築できないできたように見えた。人によっては、彼を社会病質者であると考えるかも知れないが、彼は一見したところ正常に見え、そのギャップを深く気に病んでいた。また、彼の動機が合理的でも純粋でもないという指摘には強く苛立った。
第2章は、グレイが拘束されている間につけた日記の形式となっている。当初、グレイはクレッグを恐れており、また理解してもいなかったし、まずは性的な目的による誘拐ではないかと疑ってもいた。しかしそうではないことがわかってくる。クレッグの絶望的な情熱と屈折した振る舞いを通じて、グレイは、徐々に彼女の捕獲者を、シェイクスピアの「テンペスト」におけるキャリバンと重ねて、哀れみの情を抱くようになっていく。グレイは、数回の逃亡を企てるが失敗する。また、グレイは自分を解放するよう説得を重ねるが、クレッグがますます混乱し、苛立つという結果に終わる。グレイは、どうあっても解放されないのであれば、殺すしかないと思い始める。しかしその計画を実現する前に、彼女は重い肺炎にかかり、死んでしまう。
第3章は、再びクレッグの主観に戻る。グレイの死のあと、彼は自殺への誘惑に駆られもした。しかしグレイの日記を読み、結局最後まで彼は愛されなかったということを知ると、彼女の死に自分はなんら責任がなく、彼女でなくてもかまわなかったのだと思い込もうとする。そして、クレッグは、次の獲物を探しに出かけることに決めたのだった。

## パロディ
テレビアニメ「ヤッターマン」に本作のパロディ「コレクター博士だコロン」（第105話、1979年1月6日放送）がある。